# Уэрт-стрит (линия Лексингтон-авеню, Ай-ар-ти)
Уэрт-стрит (англ. Worth Street) — бывшая станция Нью-Йоркского метро, расположенная на линии Лексингтон-авеню. Она представлена двумя боковыми платформами, обслуживающими два пути. С 1 сентября 1962 года станция закрыта.
Станция была открыта 27 октября 1904 года в составе первой очереди сети Interborough Rapid Transit Company (IRT). В это время поезда ходили от станции Сити-холл до 145-й улицы. Станция была закрыта, так как она была очень близка к станции Бруклинский мост, которую потом начали расширять в северном направлении. Это привело к тому, что на сегодня расстояние между платформами обеих станций несколько десятков метров. После закрытия этой станции станцию Бруклинский мост переименовали в Бруклинский мост — Уэрт-стрит, но в 1995 году ей вернули прежнее название.
Сегодня, проезжая в поезде мимо заброшенной станции, можно увидеть её очертания.